# 高橋幸佑
高橋 幸佑（たかはし こうすけ、2006年12月31日 - ）は、北海道札幌市生まれ、神奈川県横浜市都筑区出身のプロ野球選手（投手）。左投左打。中日ドラゴンズ所属。

## 経歴
横浜市立茅ケ崎台小学校1年時に、近所の友人の誘いで野球を始めた。横浜市立茅ケ崎中学校時代は軟式野球をプレーし、3年時には横浜市選抜入りを果たし県大会優勝を経験した。
2018年および2019年の夏の甲子園観戦をきっかけに、北照高等学校へ一般入試で進学し、2年春よりベンチ入りをした。また、ウエイトトレーニングに励んだ結果、入学時120km/h台だった球速は3年時には149km/hを計測し、U-18代表候補に選ばれるまでに成長した。
2024年10月24日に開催されたドラフト会議にて、中日ドラゴンズから5位指名を受けた。11月29日、契約金3000万円、年俸540万円で入団に合意した（金額は推定）。背番号は61。担当スカウトは八木智哉。

## 選手としての特徴・人物
最速149km/hのストレートと、内角へ投げ込める制球力が持ち味。
目標とする選手に今永昇太を挙げている。
高校時代に監督を通じて学校OBの齋藤綱記よりグラブを譲り受けており、練習の際はこれを用いていた。
北海道日本ハムファイターズおよび、横浜DeNAベイスターズのファンであることを公言している。
特技はお菓子作り。

## 詳細情報

### 背番号
- 61（2025年[5] - ）